# Lam Duro
Lam Duro is een bestuurslaag in het regentschap Aceh Besar van de provincie Atjeh, Indonesië. Lam Duro telt 670 inwoners (volkstelling 2010).